# Margaret Watts
Margaret „Madge“ Frary Watts (* 11. September 1879 in Torquay, Devon; † 23. Oktober 1950 in Cheadle, Cheshire) war eine britische Schriftstellerin. Sie war die Schwester von Agatha Christie.

## Leben
Geboren als erstes Kind des Geschäftsmannes Frederick Alvah Miller und seiner Frau, Clarissa Boehmer, wuchs Margaret in der Villa Ashfield auf und besuchte ab dem Alter von 12 Jahren ein Internat in Brighton. Nach ihrem Schulabschluss reiste sie nach Paris und New York und heiratete am 11. September 1902 den britischen Geschäftsmann James Watts, mit dem sie einen gleichnamigen Sohn bekam. Nach dem Tod ihres Vaters begleitete Margaret Watts ihre Mutter nach Frankreich und unterstützte sie finanziell. Während des Ersten Weltkriegs half sie im Rahmen des Voluntary Aid Detachment, um freiwillig Militärpersonal zu pflegen.
Sie starb am 23. Oktober 1950 infolge einer Herzkrankheit in ihrem Haus Abney Hall in Cheshire, das sie 1926 gemeinsam mit ihrem Mann erworben hatte.

## Werk
Watts schrieb das Stück The Claimant, das auf dem Rechtsfall Roger Tichbornes basierte und von September bis Oktober 1924 im Queen’s Theatre aufgeführt wurde, unter anderem unter Mitwirkung von Fay Compton. Zudem veröffentlichte sie die Kurzgeschichten A Rub of the Green, Cassie plays Crocket und The Sixth Ball of the Over im Magazin Vanity Fair.
Ihre Schwester Agatha Christie arbeitete sie in der unveröffentlichten Geschichte The House Of Beauty ein. In ihrer Autobiografie betonte Christie: „... es gibt keinen Zweifel, dass Madge das talentierte Mitglied unserer Familie war.“